# Grandpré
Grandpré é uma comuna francesa na região administrativa de Grande Leste, no departamento Ardenas. Estende-se por uma área de 42,54 km². Em 2010 a comuna tinha 542 habitantes (densidade: 12,7 hab./km²). Em 1 de janeiro de 2016, a antiga comuna de Termes foi fundida com Grandpré.